# Rougeotia
Rougeotia là một chi bướm đêm thuộc họ Noctuidae.